# Dunns Creek
Dunns Creek är en del av en befolkad plats i Australien. Den ligger i kommunen Port Stephens Shire och delstaten New South Wales, i den sydöstra delen av landet, omkring 140 kilometer norr om delstatshuvudstaden Sydney. Antalet invånare är 491.
Närmaste större samhälle är Maitland, omkring 13 kilometer sydväst om Dunns Creek.
I omgivningarna runt Dunns Creek växer huvudsakligen savannskog. Runt Dunns Creek är det ganska tätbefolkat, med 67 invånare per kvadratkilometer. Genomsnittlig årsnederbörd är 1 277 millimeter. Den regnigaste månaden är februari, med i genomsnitt 223 mm nederbörd, och den torraste är juli, med 46 mm nederbörd.